# Autobom

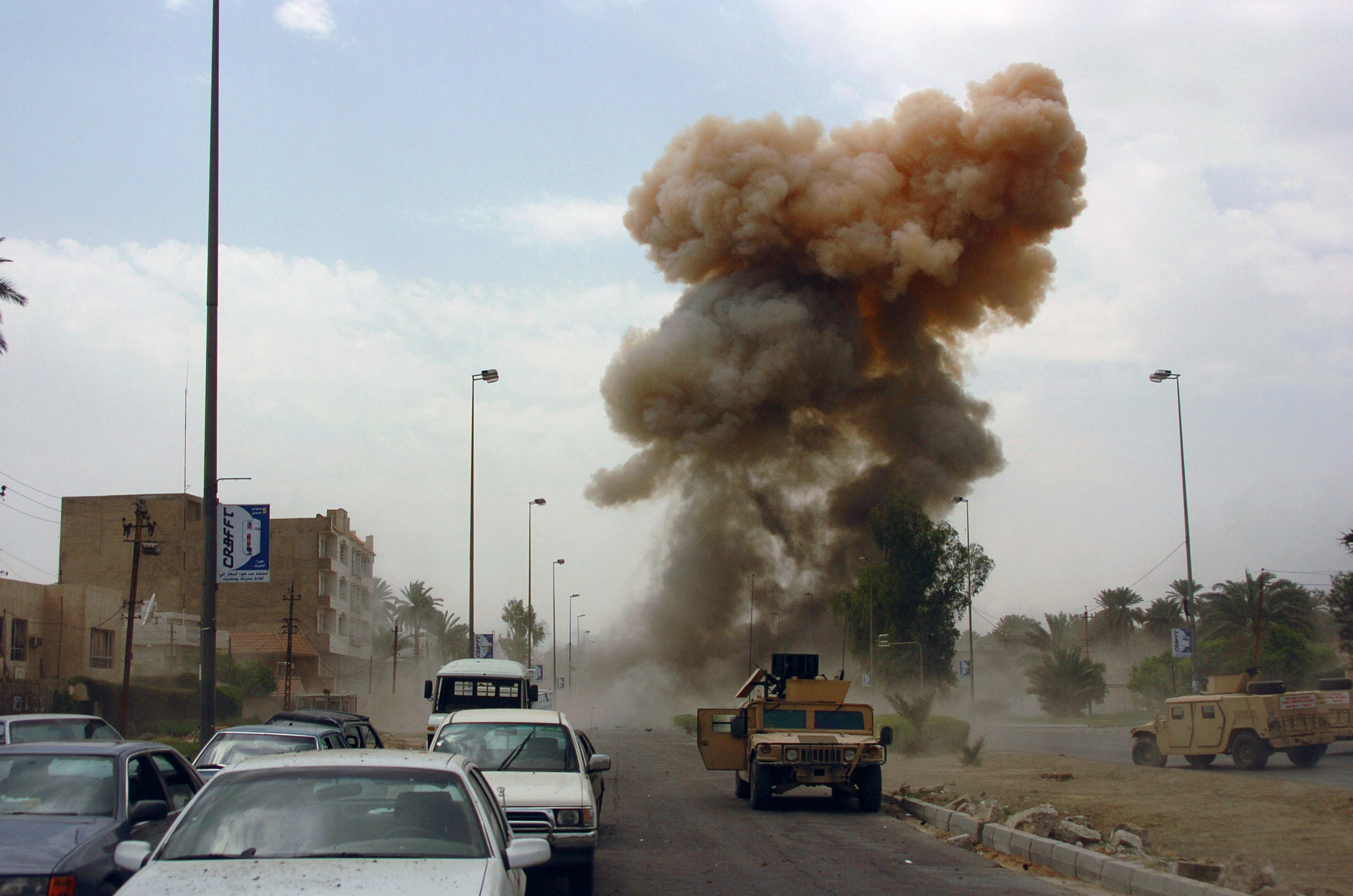
Autobom in Irak (2005)

Een autobom (in het Engels ook wel een vehicle-borne improvised explosive device of VBIED genoemd: vert. "door voertuig gedragen geïmproviseerd explosief apparaat") is een explosief dat in een auto verborgen is. De ontsteking kan geschieden door de auto zelf, maar kan ook los van het voertuig werken met een tijdklok (tijdbom) of afstandsbediening.
Bij een zelfmoordaanslag met autobom brengt de bestuurder van het voertuig de bom tot ontploffing nadat hij de auto vlak bij het doelwit heeft gereden; in het Engels ook wel aangeduid als een suicide vehicle-borne improvised explosive device of SVBIED.

## Aanslagen met autobommen
Onderstaande tabel geeft een (onvolledig) overzicht van aanslagen met autobommen vanaf 1994.
| Wanneer           | Plaats                                            | Land             | Aantal doden                        | Type                             |
| ----------------- | ------------------------------------------------- | ---------------- | ----------------------------------- | -------------------------------- |
| 21 augustus 2022  | Moskou                                            | Rusland          | 1 (dochter Aleksandr Doegin)        | autobom in SUV                   |
| 16 oktober 2017   | Wikinieuws Il-Bidnija                             | Malta            | 1 (Daphne Caruana Galizia)          | autobom in leaseauto Peugeot 108 |
| 11 mei 2013       | Reyhanli                                          | Turkije          | 48                                  |                                  |
| 22 juli 2011      | Bomaanslag in Oslo                                | Noorwegen        | 8                                   | ANFO-autobom                     |
| 2 juni 2008       | Wikinieuws Deense ambassade, Islamabad            | Pakistan         | 9                                   | autobom                          |
| 17 september 2005 | Nahrwan                                           | Irak             | 30                                  | autobom                          |
| 14 september 2005 | Bagdad                                            | Irak             | 112                                 | bom in busje                     |
| 17 augustus 2005  | Bagdad                                            | Irak             | 43                                  | autobommen (3)                   |
| 23 juli 2005      | Sharm-el-Sheikh                                   | Egypte           | 88                                  | autobommen (3)                   |
| 16 juli 2005      | Musayyib                                          | Irak             | 98                                  | bom in vrachtwagen               |
| 15 juli 2005      | Bagdad                                            | Irak             | 32                                  | autobommen (11)                  |
| 11 maart 2005     | Tikrit                                            | Irak             | 38                                  | autobom                          |
| 6 maart 2005      | Soewayrah                                         | Irak             | 31                                  | autobom                          |
| 28 februari 2005  | Hilla                                             | Irak             | 125                                 | bom in tankwagen                 |
| 14 februari 2005  | Beiroet                                           | Libanon          | 21                                  | autobom                          |
| 19 december 2004  | Karbala en Najaf                                  | Irak             | 67                                  | autobommen (2)                   |
| 6 november 2004   | Samarra                                           | Irak             | 30                                  | autobommen (4)                   |
| 7 oktober 2004    | Hilton Hotel, Taba                                | Egypte           | 31                                  | bom in vrachtwagen               |
| 7 oktober 2004    | Multan                                            | Pakistan         | 40                                  | autobom                          |
| 30 september 2004 | Bagdad                                            | Irak             | 41                                  | autobommen (3)                   |
| 18 september 2004 | Kirkuk                                            | Irak             | 23                                  | autobom                          |
| 14 september 2004 | Politiebureau, Bagdad                             | Irak             | 47                                  | autobom                          |
| 9 september 2004  | Australische ambassade, Jakarta                   | Indonesië        | 9                                   | bom in busje                     |
| 4 september 2004  | Politieschool, Kirkuk                             | Irak             | 20                                  | autobom                          |
| 28 juli 2004      | Politiebureau, Baquba                             | Irak             | 70                                  | bom in minibus                   |
| 26 juni 2004      | Hilla                                             | Irak             | 23                                  | autobommen (2)                   |
| 24 juni 2004      | Politiebureaus, Mosoel                            | Irak             | 62                                  | autobommen (5)                   |
| 17 juni 2004      | Recruteringscentrum van het Iraakse leger, Bagdad | Irak             | 35                                  | autobom                          |
| 21 april 2004     | Politiebureaus, Basra                             | Irak             | 74                                  | autobommen (4)                   |
| 11 februari 2004  | Faciliteit van het Iraakse leger, Bagdad          | Irak             | 47                                  | autobom                          |
| 10 februari 2004  | Politiebureau, Iskandariya                        | Irak             | 53                                  | bom in vrachtwagen               |
| 18 januari 2004   | Coalition Headquarters, Bagdad                    | Irak             | 31                                  | bom in vrachtwagen               |
| 31 december 2003  | Restaurant, Bagdad                                | Irak             | 8                                   | autobom                          |
| 27 december 2003  | Coalition targets, Karbala                        | Irak             | 19                                  | autobommen (4)                   |
| 25 december 2003  | Islamabad                                         | Pakistan         | 14                                  | bom in vrachtwagen (meerdere)    |
| 14 december 2003  | Politiestation, Khaldiyah                         | Irak             | 20                                  | autobommen                       |
| 20 november 2003  | Britse doelwitten, Istanboel                      | Turkije          | 32                                  | bom in vrachtwagen (meerdere)    |
| 15 november 2003  | Twee synagogen, Istanboel                         | Turkije          | 31                                  | bom in vrachtwagen (meerdere)    |
| 12 november 2003  | Italiaans Militair Hoofdkwartier in Nasiriya      | Irak             | 33                                  | bom in vrachtwagen               |
| 8 november 2003   | Riyad                                             | Saoedi-Arabië    | 18                                  | bom in vrachtwagen               |
| 27 oktober 2003   | Bagdad                                            | Irak             | 35                                  | autobommen (4)                   |
| 12 oktober 2003   | Baghdad Hotel, Bagdad                             | Irak             | 6                                   | autobom                          |
| 9 oktober 2003    | Politiebureau, Bagdad                             | Irak             | 9                                   | autobom                          |
| 29 augustus 2003  | Imam Alimoskee, Najaf                             | Irak             | 85                                  | autobom                          |
| 25 augustus 2003  | Mumbai                                            | India            | 52                                  | autobommen (2)                   |
| 19 augustus 2003  | Hoofdkwartier Verenigde Naties, Bagdad            | Irak             | 22                                  | cementwagen                      |
| 7 augustus 2003   | Jordaanse ambassade, Bagdad                       | Irak             | 19                                  | bom in vrachtwagen               |
| 5 augustus 2003   | Marriott Hotel, Jakarta                           | Indonesië        | 12                                  | bom in busje                     |
| 1 augustus 2003   | Mozdok                                            | Rusland          | 50                                  | bom in vrachtwagen               |
| 12 maart 2003     | Riyad                                             | Saoedi-Arabië    | 35                                  | autobommen (4)                   |
| 12 maart 2003     | Znamenskoye                                       | Tsjetsjenië      | 59                                  | bom in vrachtwagen               |
| 7 februari 2003   | Bogota                                            | Colombia         | 36                                  | autobommen                       |
| 27 december 2002  | Overheidsgebouwen, Grozny                         | Tsjetsjenië      | 72                                  | bom in vrachtwagen (meerdere)    |
| 28 november 2002  | Hotel in Mombassa                                 | Kenia            | 13                                  | autobom                          |
| 21 oktober 2002   | Bus vlak bij Hadera                               | Israël           | 14                                  | autobom                          |
| 12 oktober 2002   | Bali                                              | Indonesië        | 202                                 | bom in busje                     |
| 5 september 2002  | Kaboel                                            | Afghanistan      | 30                                  | autobom                          |
| 14 juni 2002      | Consulaat van de VS, Karachi                      | Pakistan         | 12                                  | bom in vrachtwagen               |
| 5 juni 2002       | Bus                                               | Israël           | 17                                  | autobom                          |
| 8 maart 2002      | Bus, Karachi                                      | Pakistan         | 14                                  | autobom                          |
| 11 april 2002     | El-Ghribasynagoge, Djerba                         | Tunesië          | 21                                  | bom in tankwagen                 |
| 7 april 2002      | Villavicencio                                     | Colombia         | 12                                  | autobom                          |
| 21 maart 2002     | Ambassade van de VS, Lima                         | Peru             | 9                                   | autobom                          |
| 1 oktober 2001    | Assembly Building, Srinagar, Kasjmir              | India            | 38                                  | autobom                          |
| 19 juni 2001      | Goedermes                                         | Tsjetsjenië      | 12                                  | autobommen (3)                   |
| 24 maart 2001     | Mineralnye Vody                                   | Rusland          | 19                                  | autobom                          |
| 3 juli 2000       | Grozny                                            | Tsjetsjenië      | 25                                  | bom in vrachtwagen               |
| 15 augustus 1998  | Omagh                                             | Noord-Ierland    | 29                                  | autobom                          |
| 19 april 1995     | Oklahoma City                                     | Verenigde Staten | 168                                 | bom in vrachtwagen               |
| 24 november 1994  | Laurierstraat, Amsterdam                          | Nederland        | 0 (Rob Scholte en Micky Hoogendijk) | handgranaat                      |